# Deccan
Deccan (anglifierat av prak. dakkhin, från sanskr. dakṣiṇa, hind. dakṣiṇ, "söder", eller daksjina desa, "det högra landet, södern") är en högplatå i södra Indien, med en höjd från 500 meter över havet i norr till 1 000 meter över havet i söder.

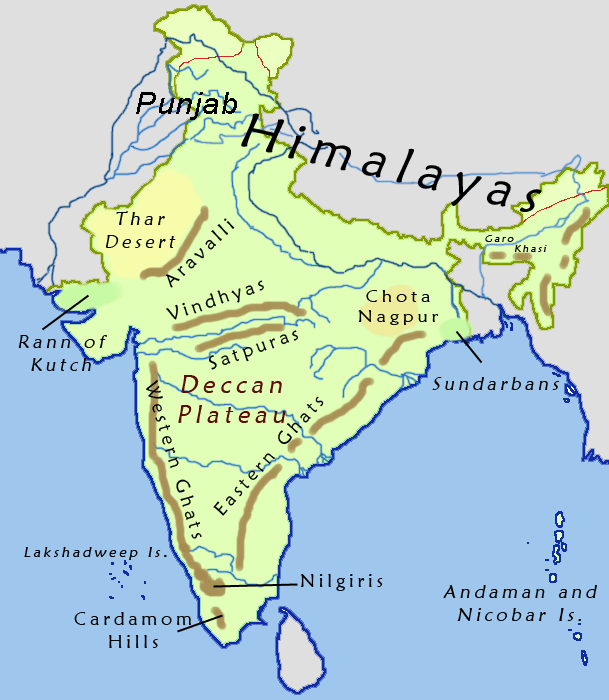
Engelskspråkig översiktskarta omfattande Deccan

## Geografi
Högplatån täcker stora delar av delstaterna Andhra Pradesh, Karnataka, Kerala, Tamil Nadu och Maharashtra. Enligt indiskt språkbruk är Deccan landet mellan Östra och Västra Ghats, i söder begränsat av den endast 400 m höga sänkan vid Palghat, där järnvägen från Calicut till Madras går fram, samt i norr av de berg, som i söder följer Taptis och Godavaris floddalar. 
Det egentliga Deccan består av ett veckat arkaiskt grundberg av gnejs och skiffrar, diskordant överlagrat av paleozoiska skiffrar, sand- och kalksten samt i Gondwanaplatån av trias- och juralager. Deccan stod i äldre geologisk tid i landförbindelse med Arabien och Afrika, men under liastiden (äldsta juraperioden) skildes det från dessa länder genom väldiga instörtningar. Under tertiärtiden slutligen utbredde sig ett mäktigt vulkaniskt täcke över en stor del av Deccan, och utlöpare av detta fyller ännu hela nordvästra Deccan samt Malvaplatån längre i norr.

## Demografi
Angående Deccans befolkning, är den liksom hela Indiens en blandning av ljusa och mörka, stor- och småväxta, stammar av indoarier och andra. Deccan motsvarar ungefär det område i vilket de dravidiska folken är i klar majoritet (se även ariska invasionsteorin).

## Historia
Den första hinduiska erövringen i Deccan infaller så sent som omkring 500 e.Kr., då Jajasimha I kuvade de dravidiska pallava och grundade hinduriket Chalukya, som redan omkring 600 omfattade största delen av Deccan och 630 delades i ett östligt rike, som gick under 1060, och ett västligt, som genom delning mellan olika arvingar sönderföll i många småstater och slutligen självt alldeles utplånades omkring 1200. På 1300-talet ryckte muslimska erövrare in och lade under sig Deccan norr om Mysore. Den norra och västra delen av detta nya rike upplöstes senare i fem muslimska riken (Berar 1484-1568, Bijapur 1488-1686, Ahmednagar
1490-1595, Bidar 1492-1609 och Golconda eller Hyderabad 1512-1687). 
I södra Deccan uppstod ett starkt hinduiskt välde, Vijayanagar (1326), vilket redan omkring 1400 hade utefter östra Deccan utbrett sig ända till nedre Mahanadi, medan dess sydligaste del var det sentida riket Travancore. Mot detta rike förenade sig alla nordliga muslimska stater och lyckades till sist krossa det, under senare delen av 1500-talet. Men de små islamitiska rikena, som inte försvunnit redan förut, bortsopades av den kraftige stormogul Aurangzeb (1686-88). Däremot lyckades det för de indoariska maratherna, som på 1660- och 1670-talen, under Shivaji, bildat en stat med Poona (sedan Satara) som huvudstad, att bevara sin självständighet mot stormogul. Marathriket delades på 1700-talet i 5 stater, som under flera krig erövrades av britterna. 
Under brittiskt välde hörde Deccan till Centralprovinserna, presidentskapen Bombay och Madras, provinsen Berar samt vasallstaterna Hyderabad och Mysore.